# Примари покидають вершини
«Примари покидають вершини» — радянський художній фільм режисерів Еразма Карамяна і Степана Кеворкова, створений на Єреванській кіностудії в 1955 році.

## Сюжет
Для сходження на гору Камір-Сар, на неприступній вершині якої за висновком молодого вченого Арташеса Маля перебуває рідкісне родовище ртуті і срібла, незважаючи на протидію професора Даніель-бека, організовується експедиція на чолі з Маляном. Інформація про експедицію доходить до Альвареца да Кортеца, який є господарем одного з найбільших європейських хімічних концернів. В молодості він побував на цій вершині і, щоб приховати знайдені метали, скинув російського вченого Шелагіна в прірву, а Даніель-бека змусив мовчати про це. Іноземна розвідка вирішує зірвати експедицію.

## У ролях
- Йосип Кліджян — Малян
- Віолетта Ютуджян — Гаяне
- Ваграм Папазян — Даніель-бек
- Ольга Гулазян — Асмік
- Грач'я Нерсесян — Ваган
- Артем Карапетян — Баграт
- Леонід Кміт — Гребенщиков
- Володимир Тягушев — Ростовцев
- Андрій Файт — хазяїн європейського хім. концерну Альварец да Кортец
- Давид Малян — Сатунц
- Орі Буніатян — голова виконкому
- Ваган Багратуні — альпініст
- Ванцетті Данієлян — альпініст
- Георгій Унанян — Даніель-бек в молодості
- Армен Хостікян — аспірант
- Варвара Шахсуварян — секретарка
- Леонід Пирогов — епізод
- Ашот Нерсесян — епізод
- Степан Судьбінін — епізод
- Андрій Пунтус — епізод

## Знімальна група
- Режисери — Еразм Карамян, Степан Кеворков
- Сценаристи — Еразм Карамян, Григорій Колтунов
- Оператор — Іван Дільдарян
- Композитор — Олександр Арутюнян
- Художники — Сергій Арутч'ян, Валентин Подпомогов